# Комунистичка партија Француске
Комунистичка партија Француске (фр. Parti communiste français) је политичка партија која делује на политичкој сцени Француске.

## Историјат
Комунистичку партију Француске основали су 1920. године чланови Француске секције радничке интернационале који су се противили Првом светском рату и подупирали руске бољшевике. Године 1921, КП Француске постала је пуноправна чланица Коминтерне. Неки од истакнутијих интелектуалаца-чланова партије били су Андре Бретон, Анри Лефевр, Луј Арагон и остали.
Партија се противила империјализму и колонијализму, па је 1931. године организовала „контра-изложбу“, насупрот Колонијалној изложби у Паризу, на којој је био приказан присилан рад домородаца у колонијама и остале недаће Новог империјализма.
Број присталица партије порастао је након Велике економнске кризе 1929. године. Чланови партије су од 1934. прихватили Стаљинову политику Народног фронта, односно груписање свих антифашистичких снага против растућег утицаја фашизма. Тако су француски комунисти ушли у савез социјалдемократама унутар Народног фронта. Фронт је победио на изборима 1936. године, а његов представник, социјалиста Леон Блум, формирао је нову владу. Влада Народног фронта ускоро се распала под утицајем економских проблема и Шпанског грађанског рата.

### Други светски рат
Након ступања на снагу споразума Молотов-Рибентроп, француски премијер Едуар Даладје забранио је легално деловање Комунистичкој партији. Њен тадашњи секретар, Морис Торез, отишао је у Совјетски Савез како би избегао прогоне.
Након немачке окупације Француске, комунисти су у Паризу 11. новембра 1940. организовали велике демонстрације хиљада радника и студената. Маја 1941, комунисти су помогли у организовању штрајка од преко 100.000 рудара у северозападној Француској. Након инвазије Немачке на Совјетски Савез јуна 1941, комунисти су се борили против окупатора углавном политичким атентатима. До 1944, француски партизани-комунисти контролисали су већи део Француске. Неки комунисти хтели су да организују социјалистичку револуцију након повлачења Немаца, али им је Стаљин то забранио и наредио да сарађују са Савезницима и приступе влади Народног фронта.
У рату против окупатора погинуло је око 75.000 чланова партије. Многе истакнуте личности прикључиле су се КПФ током рата, међу њима и сликар Пабло Пикасо.

### Послератно деловање
Захваљујући учешћу у антифашистичкој борби током рата, популарност КПФ је порасла у периоду непосредно након краја рата. Након ослобођења Француске 1944, КПФ је ушла у владу Шарла де Гола. До 1945. године, број чланова партије био је око 500.000. На изборима одржаним 21. октобра 1945, КПФ је освојила 159 од 586 посланичких места у парламенту. Године 1947, влада Пола Рамадјеа присилила је француске комунисте да напусте парламент, како би добили америчку помоћ преко Маршаловог плана.
Упркос својој сталној јачини и утицају, КП Француске остала је изолована због промовисања антикомунизма од стране владајућих структура. Године 1947, КП Француске била је једна од осам европских комунистичких партија које су основале Информбиро.
Након хапшења неколико радника у челичани у Марсеју, новембра 1947, КПФ је искористила утицај у синдикату Радничка конфедерација да организују масовни штрајк. У штрајк је ушло преко 3 милиона радника, што је узроковало подношење оставке Пола Рамадјеа. Овим штрајком КПФ је доживела врхунац свог утицаја, након чега је трајно прешла у опозицију.
Током 1950-их, КП Француске је подупирала француски империјализам у Првом индокинеском рату и Алжирском рату, иако је већина француских комуниста била против колонијализма.
Године 1958, КП Француске била је једина масовнија партија која се успротивила повратку Шарла де Гола на власт. Након Торезове смрти 1964, нови секретар партије постао је Валдек Роше.
Маја 1968, КПФ првобитно је подупрла масовне штрајкове, али се успротивила револуционарном студентском покрету, у којем су превладавали троцкисти, маоисти и анархисти. Партија је изразила жаљење због инвазије на Чехословачку 1968, али јој се није строго супротставила.
Године 1972, Валдека Рошеа на месту секретара КПФ наследио је Жорж Марше. Партија је ускоро ушла у савез са Социјалистичком партијом Франсоа Митерана. Социјалисти су након избора 1978. постали најјача партија на француској левици, позиција коју је КПФ непрекидно држала од 1936. године.
На Двадесетом конгресу КПФ, одржаном 1976, партија је напустила марксизам-лењинизам и убрзо усвојила еврокомунизам. Упркос томе, партија је остала одана Москви.
Распад Совјетског Савеза 1991. потресао је Комунистичку партију Француске, али се она ипак није распала, нити је прешла на социјалдемократију, као што је то био случај са Италијанском комунистичком партијом. Године 1994, Марше је отишао у пензију, а нови секретар постао је Робер Ју. Ју је реорганизовао партију и осавременио њен програм. То ипак није спречило даље опадање броја чланова партије.
Године 2005, КПФ се успротивила нацрту за тзв. Устав Европе. На изборима 2007, партија је освојила 15 посланичких места у парламенту.

## Лидери партије
- Генерални секретар КПФ
  - Лудовик Оскар Фросар (4. јануар 1921 — 1. јануар 1923)
  - Луј Селије и Албер Трен (21. јануар 1923 — 23. јануар 1924)
  - Луј Селије (23. јануар 1924 — 1. јул 1924)
  - Пјер Семард (8. јул 1924 — 8. април 1929)
  - Колективни секретаријат (8. април 1929 — 18. јул 1930)
  - Морис Торез (18. јул 1930 — 17. мај 1964)
  - Валдек Роше (17. мај 1964 — 17. децембар 1972; од јуна 1969. са Жорж Маршеом)
  - Жорж Марше (17. децембар 1972 — 29. јануар 1994)
  - Робер Ју (29. јануар 1994 — 28. октобар 2001)
- Народни секретар КПФ
  - Мари-Жорж Бифе (28. октобар 2001 — 20. јун 2010)
  - Пјер Лоран (20. јун 2010 — )